# Руда-Коморска
Руда-Коморска (пол. Ruda Komorska) — село в гмине Пыздры Вжесьнёвском повяте Великопольского воеводства Польши.

## География
Село Руда-Коморска находится на правом берегу реки Просны, в 5 км к югу от Пыздры (административный центр гмины), в 24 км к югу от Вжесни (административный центр повята) и в 60 км к юго-востоку от Познани (центр региона).

## История
В 1975—1998 годах село относилось к Конинскому воеводству.

## Население
Население — 421 житель (2011), из которых 201 мужчина и 220 женщин.